# Black and White (1999)
Black and White ist ein US-amerikanisches Ensemblefilm-Drama aus dem Jahr 1999, das die Verstrickung verschiedener Personen, vor allem weißer Jugendlicher, in das Leben und in Aktivitäten schwarzer Gangster und ihre Bewunderung dieser Szene thematisiert. Black and White kommt selbst in den kleinsten Nebenrollen mit einem umfangreichen und vielseitigen Staraufgebot. Neben Hollywood-Stars wie Robert Downey Jr. und Jared Leto, dem ehemaligen Kinderstar Brooke Shields, dem Model Claudia Schiffer und dem Profisportler Allan Houston treten vor allem auch viele Personen als sie selbst auf: der Regisseur Brett Ratner, der damals gerade aus dem Gefängnis entlassene Mike Tyson und zahlreiche Rapper, hauptsächlich Mitglieder des Wu-Tang Clans.

## Handlung
Die Handlung kommt der eines Episodenfilms nahe und lässt sich nur schwer beschreiben:
Die Filmemacherin Sam Donager erkennt ein neues Phänomen in den USA: Weiße Jugendliche imitieren den Stil von Schwarzen. Zusammen mit ihrem schwulen Ehemann Terry und ausgerüstet mit einer Handkamera möchte sie eine Dokumentation darüber machen und trifft an einer Schule die Freunde Charlie, Wren, Kim, Marty und Raven, die in dieselbe Klasse gehen. Von nun an begleitet sie diese Jugendlichen in ihrem Alltag. Charlie kommt aus gutem Hause und hat wegen ihres Lebensstils tagtäglich Ärger mit ihrem Vater, während sich ihre Mutter Muffy zurückhält. Obwohl sie mit Wren und Kim mit Marty zusammen sind, haben die beiden Mädchen eine sexuelle Beziehung mit dem schwarzen Kriminellen Rich Bower, den sie seiner Hautfarbe und seines Gangster-Images wegen bewundern.
Dieser hat die Kontrolle über ein Viertel, möchte aber in die Legalität und zusammen mit seinem Kumpel Cigar als Rapper in der Musikszene erfolgreich werden, was Rich unter anderem auch für seine Freundin Jesse tut.
Der Highschool-Basketballsportler Dean Carter ist ein guter Freund von Rich. Er bekommt von dem mysteriösen Zocker Mark Clear 50.000 Dollar geboten und soll dafür ein Spiel manipulieren. Er geht darauf ein, jedoch entpuppt sich Clear als Polizist mit zweifelhafter Vergangenheit, der ihn wegen dieser Straftat nun erpresst – Dean soll kompromittierendes Material über Rich liefern. Er ist sich unsicher, ob er darauf eingehen soll und beredet sein Dilemma mit seiner Freundin Greta.
Martys Vater Bill ist Staatsanwalt von Manhattan, seine Mutter Sheila ist ebenfalls in der Justiz. Sein Bruder Will ist wie er von der schwarzen Szene fasziniert, steckt aber noch mehr in dieser und in kriminellen Aktivitäten drin, obwohl er dort nicht ganz ernst genommen wird. Will gibt Rich den Tipp, dass in dessen Viertel jemand einen neuen Club ohne Richs Erlaubnis aufmachen will. Dieser begibt sich sogleich mit seinen Leuten in den Laden und bedroht den zukünftigen Besitzer, Scotty, und dessen Freunde. Später kann das Problem mit Hilfe von Scottys Onkel geklärt werden, da der Geschäfte mit Rich macht.
Es stellt sich heraus, dass Greta eine Affäre mit Rich hat. Sie trifft sich mit ihm und erzählt ihm, dass Dean im Begriff ist, ihn zu verraten. Rich drängt am Abend schließlich Will dazu, ihren gemeinsamen Freund Dean zu töten, was dieser noch am selben Abend erledigt. Dabei wird er von Clear fotografiert.
Clear trifft sich am nächsten Tag mit Greta. Sie hatten einmal eine Beziehung, die Clear wiederaufnehmen möchte. Greta weist ihn ab und ist darüber hinaus verärgert, als sie herausfindet, dass Clear der Polizist ist, der hinter der Erpressung steckt. Jedoch reagiert sie gefühlskalt, als sie von ihm von Deans Ermordung erfährt, den sie ja selbst verraten hat.
Clear überreicht Bill King das belastende Material von seinem Sohn Will und bittet im Gegenzug um die Verschleierung eines kleineren eigenen Deliktes, er erpresst also schon wieder jemanden. King akzeptiert.
Sams Dokumentation scheint nun fertig zu sein. Terry weist sie noch einmal ausdrücklich auf seine Homosexualität hin und trennt sich von ihr.
Richs Freund Mike Tyson, der ihn selbst zur „Beseitigung“ seines Problems geraten hat, distanziert sich nun von der Art und Weise, wie dies geschehen ist. In der letzten Einstellung sieht man Rich, wie er seine Leute darauf hinweist, dass die Geschäfte nun legal werden. In dem Moment erhält er einen Anruf von Clear, der ihm weitere Konsequenzen für die Zukunft ankündigt.
Im Abspann sieht man die Protagonisten sechs Monate später: Terry ist mit Charlies Lehrer Casey zusammen, Sam mit Wren, Will engagiert sich für Basketball und ist den Konsequenzen seines Mordes offensichtlich entkommen. Mark Clear ist allein und auch Charlie ist am Ende, während ihre Freundin Kim sich immer noch für Affären mit Schwarzen interessiert. Greta hat ein Date mit Mike Tyson und entpuppt sich spätestens hier trotz ihrer Bildung und ihres nach außen gezeigten, moralisch hohen Anspruchs als die wohl verlogenste aller Figuren – mit ihrem Engelsgesicht hat sie Clear, Dean und Rich verführt, aber doch alle für jemand anderen verlassen. Rich und Cigar drehen ein Musikvideo und haben somit den Ausstieg aus der Szene geschafft.

## Kritiken
Während das Publikum Black and White sehr gespalten aufnahm, waren die Kritiker sich eher einig. Vor allem wird bemängelt, dass der Film genau die Aussagen und Klischees verwendet, die er eigentlich zu thematisieren versucht.

„Black and White interessiert sich für gar nichts von dem, was er erzählt. […] Genau deshalb landet Black and White in der ewigen Reproduktion des rassistischen und sexistischen Immergleichen. Er liefert Bilder von Männern, Frauen und HipHop, die kaum mehr erzählen als jeder misogyne und homophobe Videoclip auf MTV. Dicks and chicks. Weiße tauchen hier in allen möglichen Berufen auf, Schwarze sind entweder Sportler, Musiker oder Gangster. Weiße ringen um Identität, Schwarze ‚sind‘ einfach und wundern sich über das komplizierte Gegenüber.“

Schnitt Online hingegen lobt die Echtheit:

„Dabei, und das ist eine weitere von vielen Stärken von Black and White, kommt der Film fast vollständig ohne explizite Gewaltszenen aus, sondern erzeugt vielmehr durch das Zusammenspiel von Akteuren und Kamera und pointierten Dialogen eine bedrohliche Atmosphäre der Gewalttätigkeit. Wenn auch die deutsche Synchronisation, gerade bei den improvisierten Raps, fast unerträglich ist, zerstören kann sie die aufwühlende Wirkung von Black and White nicht. Es scheint, als ginge mit James Tobacks Film die Fun-Ära der Tarantinos & Co. mit ihren sprüche- wie selbstverliebten Inszenierungen zu Ende; und nach dem authentizitätsheischenden Gefuchtel der Dogma-Dänen ist hier eine Handkamera zu sehen, die im Dienste der besseren Fiktion den Bildern den Geruch von Straße, Realität, Leben verleiht.“

## Sonstiges
- Ben Stiller ist hier in einer seiner wenigen ernsten Rollen zu sehen.
- Große Teile des Skriptes wurden von den Darstellern improvisiert.
- Claudia Schiffer musste sich extra für diesen Film die Ohrläppchen stechen lassen.